# Saint-Jean-la-Fouillouse
 Saint-Jean-la-Fouillouse  es una población y comuna francesa, situada en la región de Languedoc-Rosellón, departamento de Lozère, en el distrito de Mende y cantón de Châteauneuf-de-Randon.

## Demografía
| 333 | 272 | 264 | 222 | 175 | 148 |
| Para los censos de 1962 a 1999 la población legal corresponde a la población sin duplicidades (Fuente: INSEE [Consultar]) |     |     |     |     |     |